# Кендалл, Сьюзи
Сьюзи Кендалл (англ. Suzy Kendall; урождённая Freda Harriet Harrison; Амбер-Вэлли (Дербишир, Великобритания), 1 января 1937)  — британская киноактриса, наиболее известная по своим ролям в фильмах конца 1960-х — начале 1970-х годов.
Позже она появлялась в менее известных фильмах, включая несколько триллеров в стиле джалло, снятых в Италии, и несколько  телесериалов в 1970-х годах, прежде чем уйти на пенсию, чтобы проводить больше времени с семьей.

## Избранная фильмография
- The Liquidator (1965) — Judith
- Thunderball (1965) — Prue (в титрах не указана)
- Up Jumped a Swagman (1965) — Melissa Smythe—Fury
- Circus of Fear (1966) — Natasha
- The Sandwich Man (1966) — Sue
- To Sir, with Love (1967) — Gillian Blanchard
- The Penthouse (1967) — Barbara Willason
- Up the Junction (1968) — Polly
- 30 Is a Dangerous Age, Cynthia (1968) — Louise Hammond
- Fräulein Doktor (1969) — Fräulein Doktor
- The Gamblers (1970) — Candace
- The Bird with the Crystal Plumage (1970) — Julia
- Darker Than Amber (1970) — Vangie / Merrimay
- Assault (aka In the Devil's Garden) (1971) — Julie West
- Fear Is the Key (1972) — Sarah Ruthven
- Torso (1973) — Jane
- Tales That Witness Madness (1973) — Ann / Beatrice (segment 2 "Penny Farthing")
- Story of a Cloistered Nun (1973) — Mother Superior
- Spasmo (1974) — Barbara
- Craze (1974) — Sally
- To the Bitter End (1975) — Joan Jordan
- Adventures of a Private Eye (1977) — Laura
- Berberian Sound Studio (2012) — Special Guest Screamer